# (2966) Korsunia
(2966) Korsunia (1977 EB2) – planetoida z pasa głównego asteroid okrążająca Słońce w ciągu 3,83 lat w średniej odległości 2,45 j.a. Odkryta 13 marca 1977 roku.